# Liste der mexikanischen Kinofilme 1918
Die Liste der mexikanischen Kinofilme des Jahres 1918 führt alle in diesem Jahr in Mexiko gedrehten Langfilme auf. Insgesamt gab es in diesem Jahr fünf mexikanische Produktionen. Die in dieser Liste aufgeführten Informationen basieren auf David E. Wilts Buch „The Mexican Filmography 1916 through 2001“, der die vollständigste Filmographie für Mexiko vorgelegt hat.

## Legende
- Titel: Nennt soweit vorhanden den offiziellen deutschen Filmtitel, andernfalls den spanischen Originaltitel.
- Regisseur: Nennt den Regisseur oder die Regisseure des Films.
- Genre: Nennt die Genrezuordnung.
- Darsteller: Nennt drei Hauptdarsteller.
- Besonderheiten: Führt Besonderheiten und Hintergründe zum Film auf.

## Filmliste
| Titel                          | Regisseur                    | Genre         | Darsteller                                                 | Besonderheiten                                                                   |
| ------------------------------ | ---------------------------- | ------------- | ---------------------------------------------------------- | -------------------------------------------------------------------------------- |
| Caridad                        | Luis G. Peredo               | Melodrama     | Golda Chávarri; María de la Luz Contreras; Ricardo Beltri  |                                                                                  |
| Cuauhtémoc                     | Manuel de la Bandera         | Historienfilm | Gabino Orales; Manuel Domínguez Olascoaga; Susana Valencia |                                                                                  |
| María                          | Rafael Bermúdez              | Liebesfilm    | Gilda Chávarri; Gaspar Torres Ruíz; Ester Spíndola         | Der Film basierte auf einem Roman von Jorge Isaacs, der mehrmals verfilmt wurde. |
| Santa                          | Luis G. Peredo               | Melodrama     | Elena Sánchez Valenzuela; Alfonso Busson; Ricardo Beltri   | Erste von vier Verfilmungen des Romans von Federico Gamboa.                      |
| Venganza de bestia (Xandaroff) | Carlos Martínez de Arredondo | Melodrama (?) | Teresa Vives; Fernando Hube; Ernesto Pacheco Zetina        | Informationen zur Handlung sind nicht überliefert.                               |